# Nimrod

König Nimrod nimmt die Huldigungen der Steinmetze entgegen, Detail des Turmbau zu Babel von Pieter Bruegel d. Ä., 1563

Nimrod ist ein altorientalischer, im Tanach bzw. der Bibel und im Koran erwähnter Held und König. Von manchen Forschern wird angenommen, Nimrod sei eine historische Person gewesen. In der Regel geht man jedoch davon aus, dass in dieser Figur unterschiedliche Mythen und historische Reminiszenzen verschmolzen sind.

## Etymologie
Der Personenname נִמְרוֹד nimrôd, deutsch ‚Nimrod‘ wird im Hebräischen von der Wurzel מרד mrd, deutsch ‚sich widersetzen, rebellieren‘ abgeleitet. Der seinem Namen nach starke Held rebelliert gemäß Flavius Josephus und anderen Darstellungen der frühen jüdischen Literatur gegen Gott. Es handelt sich aber wohl nicht um einen ursprünglich hebräischen Namen, sondern um eine Wiedergabe des akkadischen Götternamens Ninurta. Die Septuaginta gibt den Namen als Νεβρωδ „Nebrōd“ wieder, die Vulgata als Nemrod.

## Bibel

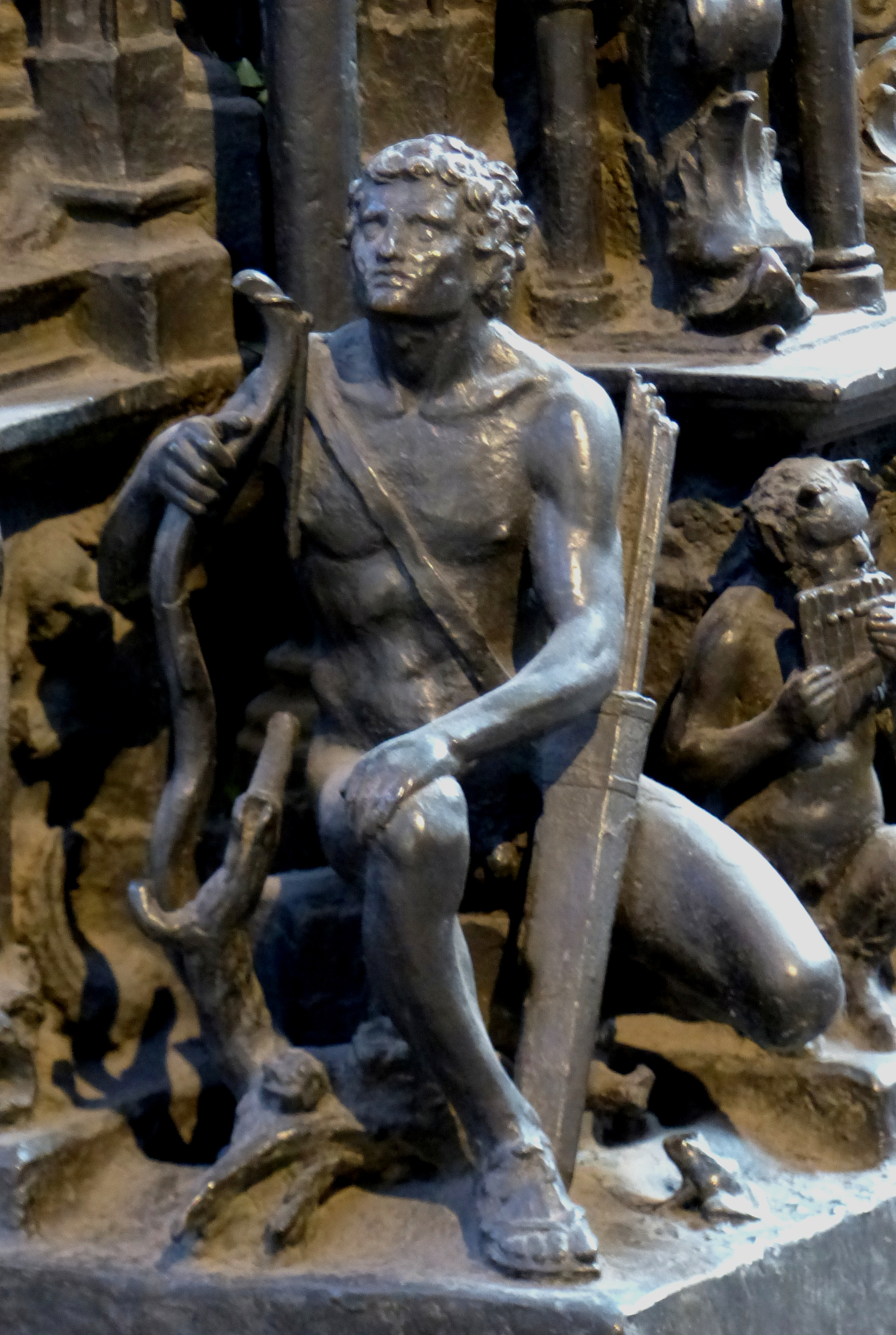
Nimrod als großer Jäger, Sebaldusgrab (1519), Nürnberg

In der Bibel ist Nimrod in der Abstammungslinie über Noachs Sohn Ham und dessen Sohn Kusch ein Urenkel Noachs. Nach der biblischen Erzählung Gen 10,8–10  und 1 Chr 1,10  war Nimrod „der Erste, der Macht gewann auf Erden“, also der erste Mensch, der zur Königswürde gelangte. Er wird außerdem als „gewaltiger Jäger vor dem Herrn“ charakterisiert.
Der Bibel zufolge führte Nimrod vom Kerngebiet seines Reiches, „Babel, Erech, Akkad und Kalne im Land Schinar“ (Gen 10,10 ), Eroberungszüge „nach Assur aus und erbaute Ninive, Rehobot-Ir, Kelach sowie Resen zwischen Ninive und Kelach“ (Gen 10,11–12 ).
Der Prophet Micha setzt in späterer Zeit Nimrod mit dem „Land Assur“ gleich (Mi 5,5 ). Die Versuche, ihn mit einer realen Herrscherperson zu identifizieren, waren jedoch erfolglos, so etwa mit Amenophis III., der als großer Jäger galt und sein Reich bis nach Mesopotamien ausdehnte. Édouard Lipiński identifiziert Nimrod mit dem babylonischen Hauptgott Marduk, Otto Procksch mit dessen Vorbild, dem Jagd- und Kriegsgott Ninurta, der dem Sternbild des Orion entspricht.

## Jüdische Tradition

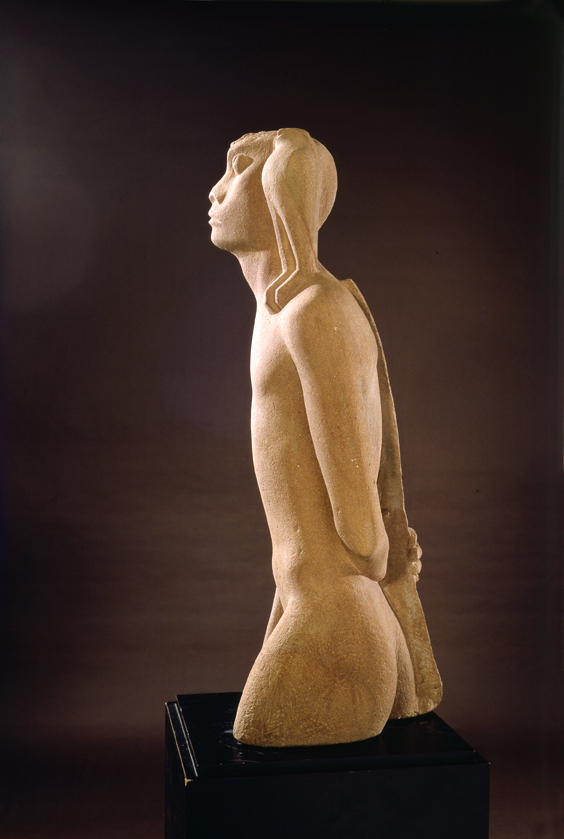
Nimrod (1939) von Itzhak Danziger

Nach jüdischer Überlieferung war Nimrod der Gründer des assyrischen und babylonischen Reiches. Nach ihm soll die Stadt Nimrud am Tigris benannt worden sein. Nimrod gilt gewöhnlich als derjenige, der den Bau des Turmes von Babel anregte, ein Sinnbild dafür, dass die Selbstüberschätzung des Menschen gegenüber Gott zum Niedergang führt. Die Frau des Nimrod ist in der rabbinischen Tradition Semiramis.

## Islam
Der islamischen Überlieferung zufolge war Namrūd ibn Kanʿān ein tyrannischer Herrscher, der sich als Gott verehren ließ. Im Koran wird er nicht namentlich genannt, doch gibt es mehrere Stellen, die in der Exegese auf ihn bezogen werden. Um zum Himmel emporzusteigen und den Gott Abrahams zu sehen, baute Namrūd in Babylon einen riesigen Turm, den Gott aber einstürzen ließ. Auf diesen Sachverhalt soll sich Sure 16:26 beziehen: „Schon die vor ihnen trieben Ränkespiele. Da kam Gott aber über ihren Bau von den Fundamenten her, so dass das Dach von oben her zusammenstürzte, und die Strafe erreichte sie von dort, wo sie es nicht vermuteten.“ Gott ließ eine Fliege durch die Nase in seinen Kopf (Stirnhöhle) fliegen. So wurde Namrūd 40 Tage gequält, bis er starb. In der Sure al-Anbiya (21:68–69) wird angenommen, dass er es war, der Abraham ins Feuer werfen ließ, der aber durch ein Wunder gerettet wurde. In Sure al-Baqara (2:258) soll er derjenige gewesen sein, der mit Abraham über Gott stritt, nachdem ihm das Königreich von Gott selbst gegeben worden war. Er schrieb sich die Eigenschaft Gottes zu, tot und lebendig machen zu können.

## Ungarische Überlieferung
In der ungarischen Mythologie wird Nimrod als Vater von Hunor und Magor, den mythischen Urvätern der Stämme der Hunnen und Magyaren (Ungarn) angesehen. Inwieweit es sich hierbei um eine Adaption des biblisch-orientalischen Nimrod-Mythos handelt oder ob eigenständige Traditionen östlicher Reitervölker hier nur mit einer Figur desselben Namens identifiziert werden, ist letztlich ungeklärt.
Diesen eurasischen Nimrodlegenden folgend leiten Ungarn und Bulgaren die Abstammung ihrer Völker bis heute von einer „Nimrod“ (oder auch Nimrud, Ménrót) genannten Sagengestalt ab. In den mittelalterlichen Gesta Hungarorum des Simon Kézai wird nur der Name „Mén[ma]rót“ erwähnt.
Der Hunnenkönig Attila, den die ungarische Überlieferung als ersten ungarischen König im Karpatenbecken ansieht, trägt alten Chroniken zufolge den Titel: „Attila, Sohn von Bendegus, Enkel des Großen Nimrods, der in Engadi erzogen wurde, von Gottes Gnaden König der Hunnen, Mäden, Goten und Dänen, Schrecken der Menschheit und Gottesgeißel“. Die ungarische Volkstradition kennt den manischen Jäger Nimrod auch als „Riesen“, der in zahlreichen ungarischen Volksmärchen auftaucht. Auch im finnischen Kalevala trägt die Figur des Nyyrikki die Züge Nimrods, allerdings wirkt er hier als freundlicher Dämon.

## Namensgeber
Nimrod gilt als der Gründer von Urfa, die Zitadelle von Urfa trägt den Beinamen „Nimrods Thron“. Auch Birs Nimrud (Borsippa) und die Ruinenstadt Nimrud (biblisch Kalach oder Kelach; assyrisch Kalchu, Kalne oder Chalne, heute Kalah) wurden in der Neuzeit nach dem mythischen Helden benannt.
Den Namen Nimrods tragen auch zwei Berge in der heutigen Türkei, nämlich der Nemrut Dağı im Taurusgebirge in der Südosttürkei nordöstlich von Adıyaman, auf dessen 2100 m hohen Plateau sich ein zum UNESCO-Welterbe gehörendes antikes Heiligtum befindet, und der heute ruhende Vulkan Nemrut bei Tatvan im äußersten Osten des Landes am Vansee. Überhaupt führte man im Orient viele riesenhafte Bauwerke, deren Errichtung die Kräfte normaler Menschen nach allgemeiner Ansicht überstiegen hätte, auf Nimrod zurück, ähnlich wie im Okzident Riesen oder Hünen als sagenhafte Urheber derartiger Bauten bekannt sind.
Die mittelalterliche Nimrodsburg auf einem Felsen im Golan trägt seinen Namen. Einer lokalen Tradition zufolge soll König Nimrod auf dem Felsen residiert haben, auf dem die Ayyubiden dann die Burg errichteten.
Die US-amerikanische Punk-Rock-Band Green Day nannte ihr fünftes Album Nimrod. Die saudi-arabische Black-Metal-Band Al-Namrood verwendet den arabischen Namen Nimrods in englischer Umschrift.
In der US-amerikanischen Fernsehserie Ein Käfig voller Helden wird in der Folge Der geniale Nimrod von 1969 auf den Namen zurückgegriffen. Nimrod ist hier der Name eines fiktiven britischen Agenten. 
Die neunte der Enigma-Variationen des britischen Komponisten Edward Elgar heißt Nimrod.
Die Nimrodstraße in Ottobrunn (Landkreis München) befindet sich in einem Ortsteil („Ottokolonie“), dessen Straßennamen alle einen Bezug zu Jagd und Wald haben.

## Historische Rezeption
Der Kirchenhistoriker Epiphanios Scholastikos (6. Jh.) bezeichnete Nimrod als den Erfinder der Magie, der Astrologie und der Pharmazie.
In Dantes Göttlicher Komödie (1307–1321) tritt Nimrod im XXXI. Gesang des Inferno als einer der turmhohen Riesen auf, die den Höllengrund bewachen; er wird für die Babylonische Sprachverwirrung verantwortlich gemacht und redet in wirren, unverständlichen Sätzen eine teuflische Sprache der Konfusion: „Raphel maì amecche zabì almi“ (Vers 67).
Martin Luther bezieht sich auf die traditionelle Charakterisierung Nimrods als „gottloser Herrscher“ und vergleicht das Papsttum in De captivitate Babylonica ecclesiae, praeludium mit der „Herrschaft Nimrods, des gewaltigen Jägers“.
Der humanistische Staatstheoretiker Jean Bodin (1530–1596) sah Nimrod unter Bezugnahme auf Gratian als den ersten despotischen König der Weltgeschichte an (Sechs Bücher über die Republik, Buch 2,2). Die Gründung der menschlichen Gesellschaft und die Schaffung der Gesetzgebung sei zuerst durch Kain, nach der Flut durch Nimrod, „den viele Ninus nennen“ (4,1), erfolgt. Er habe sich durch Gewaltanwendung zum Herrscher von Assyrien gemacht. Sein Name bedeute „schrecklicher und mächtiger Herr“.

## Identifikation
In der modernen Altorientalistik gibt es unterschiedliche Deutungsversuche. Der britische Assyriologe George Smith (1840–1876) identifizierte Nimrod mit dem sumerischen Sagenkönig Gilgamesch; Archibald Henry Sayce (1845–1933) betrachtete ihn als Verkörperung des Gottes Marduk. Nach Ephraim Avigdor Speiser (1902–1965) lebt in der Figur die Erinnerung an Tukulti-Ninurta I. (1233–1197 v. Chr.) fort, der auch mit Ninos, dem sagenhaften Gründer von Ninive, identifiziert wird. Wolfram von Soden (1908–1996) sieht in dem biblischen Nimrod den sumerischen Gottkönig Ninurta.
Der israelische Bibelwissenschaftler Yigal Levin vermutet in dem Namen Nimrods eine Erinnerung an Naram-Sîn (2260–2223 v. Chr.), den Großkönig von Akkad. Die biblische Beschreibung Nimrods als erstem Herrscher der Weltgeschichte enthalte allerdings Reminiszenzen an dessen Großvater Sargon (ca. 2324/34–2279 v. Chr.), den Gründer der Dynastie von Akkade und des ersten zentral verwalteten Territorialstaates der mesopotamischen Geschichte. Außerdem spiegeln sich nach Levins Ansicht in der Figur des Nimrod Reflexe der Geschichte des neuassyrischen Reiches vom 9. bis 7. Jahrhundert. Ähnlich argumentiert der Altorientalist Peter Machinist, der aber zusätzlich – nicht sehr überzeugend – in der Figur des biblischen Helden einen Nachhall der neubabylonischen Expansion zu erkennen glaubt.
Alexander Hislop setzt in seinem Buch The Two Babylons König Nimrod gleich mit dem babylonischen Gott Tammuz. Demnach besagt die religiöse Überlieferung, dass Nimrod wegen seines rebellischen Widerstandes gegen den Gott Noahs (JHWH), hingerichtet worden sei. Nimrods Anhänger betrachteten seinen gewaltsamen Tod als ein Unglück und machten ihn zu einem Gott, dessen Götzenbild sie stets am ersten oder zweiten Tag des Mondmonats Tammuz beweinten.